# Titelicum flórajárás
A Dél-Alföldet és a Dráva-síkot magába foglaló Titelicum flórajárás az Eupannonicum flóravidék déli pereme, illetve (a Dráva-sík) délnyugati, a Slavonicum flóravidék (Dél-, illetve Nyugat-Szlavónia) és a Praeilliricum flóravidék (Dél-Dunántúl) közé ékelődő nyúlványa. Ide tartozik a Dráva síkja, a Mohácsi-sziget, valamint az országhatáron túl Bácska, Bánát és Szlavónia területének nagy hányada egészen a Száva alsó folyásának árteréig, így területének nagy része Horvátországban található.
Egyes szerzők a Dráva-síkot nem tekintik a Titelicum részének, hanem Dravense néven önálló (Dráva-melléki) flórajárásként különítik el.
Délies fekvésénél fogva éghajlata, tehát növényzete is kissé szubmediterrán jellegű. Felszínének túlnyomó részét fiatal homokos, helyenként agyagos ártéri üledékek borítják, uralkodó genetikai talajtípusa az öntéstalaj. Eredeti vegetációja a töredékére zsugorodott. Egykor változatos növénytakarójának hírmondói:
- lápok és mocsarak töredékeiben:
  - mételyfű,
  - lápi csalán;
- a ligeterdőkben
  - pirítógyökér (Tamus communis),
  - gyűszűvirág fajok (Digitalis ssp.),
  - fekete galagonya (Crataegus nigra).
- A dél-alföldi gyertyános-tölgyesek (Carpesio abrotanoidis-Carpinetum) maradványfoltjaiban fordul elő:
  - ezüst hárs (Tilia tomentosa),
  - szúrós csodabogyó (Ruscus aculeatus)
  - jerikói lonc (Lonicera caprifolium).

## Magyarországi tájegységei

### Dráva-sík
Természetföldrajzilag ez a Dráva ártere, de növényföldrajz ide sorolja a Mecsek és Baranyai-dombság közé ékelődő Pécsi-síkságot is. A felszínén főleg öntéshomokot találunk, de északi és keleti részét lösz fedi. Éghajlata egyfajta átmenet az Alföld, illetve a szomszédos hegy- és dombvidékek (Villányi-hegység, Baranyai-dombság, Zselic, Belső-Somogy) klímája között – ennek jele az Alföldön szokásosnál több csapadék, aminek köszönhetően több hegyvidéki faj is talált itt menedéket.
Jellegzetes élőhelyek és növényfajok:
- Gyertyános-tölgyesek montán elemei:
  - bükk (Fagus sylvatica),
  - árnyékvirág (Majanthemum bifolium),
  - erdei madársóska (Oxalis acetosella),
  - sárga árvacsalán (Galeobdolon luteum),
  - kapotnyak (Asarum europaeum) stb.

- Gyertyános-tölgyesek szubmediterrán elemei:
  - ezüst hárs (Tilia tomentosa) ,
  - szúrós csodabogyó (Ruscus aculeatus),
  - pirítógyökér (Tamus communis);
  - kisvirágú hunyor (Helleborus dumetorum).

- tölgy-kőris-szil ligetek szubmediterrán növényei: 
  - ligeti szőlő (Vitis sylvestris),
  - fürtös gyűrűvirág (Carpesium abrotanoides),
  - borostás sás (Carex strigosa);

- Földutak melletti gyomnövényzetben:
  - gyapjas gyűszűvirág (Digitalis lanata);

### Mohácsi-sziget és Mohácsi-sík
A Duna alsó folyású szakaszának ártere, a felszínen elsősorban öntéshomokkal. Éghajlata a Dráva-síkénál kontinentálisabb, aminek legmarkánsabb jele a kevesebb csapadék. Az erdős sztyepp zóna része.
Jellegzetes élőhelyek és növényfajok:
- tölgy-kőris-szil ligetek szubmediterrán növényei:
  - ezüst hárs (Tilia tomentosa),
  - illatos hunyor (Helleborus odorus),
  - ligeti szőlő (Vitis sylvestris),
  - fürtös gyűrűvirág (Carpesium abrotanoides),
  - borostás sás (Carex strigosa),
  - fekete galagonya (Crataegus nigra) – endemikus faj;

- erdőszélek jellegzetes, szubmediterrán növénye:
  - rozsdás gyűszűvirág (Digitalis ferruginea).